# Ventura County
Ventura County är ett county i den södra delen av delstaten Kalifornien i USA. 2000 hade Ventura County totalt 823 318 invånare. Den administrativa huvudorten (county seat) är Ventura (tidigare känd som San Buenaventura). Ventura County grundades år 1873. 
En del av Channel Islands nationalpark ligger i countyt liksom militärbasen Naval Base Ventura County.

## Geografi
Enligt United States Census Bureau så har countyt en total area på 5 719 km². 4 779 km² av den arean är land och 940 km² är vatten. 

### Angränsande countyn
- Santa Barbara County, Kalifornien - väst
- Kern County, Kalifornien - nord
- Los Angeles County, Kalifornien - ost / sydost

### Städer
- Camarillo
- Fillmore
- Moorpark
- Ojai
- Oxnard
- Port Hueneme
- Santa Paula
- Simi Valley
- Thousand Oaks
- Ventura

## Kommunikationer
Ventura County ingår i pendeltågssystemet Metrolink samt trafikeras med fjärrtåg från Amtrak. Pacific Coast Highway passerar genom countyt.